# Parma (gènere)

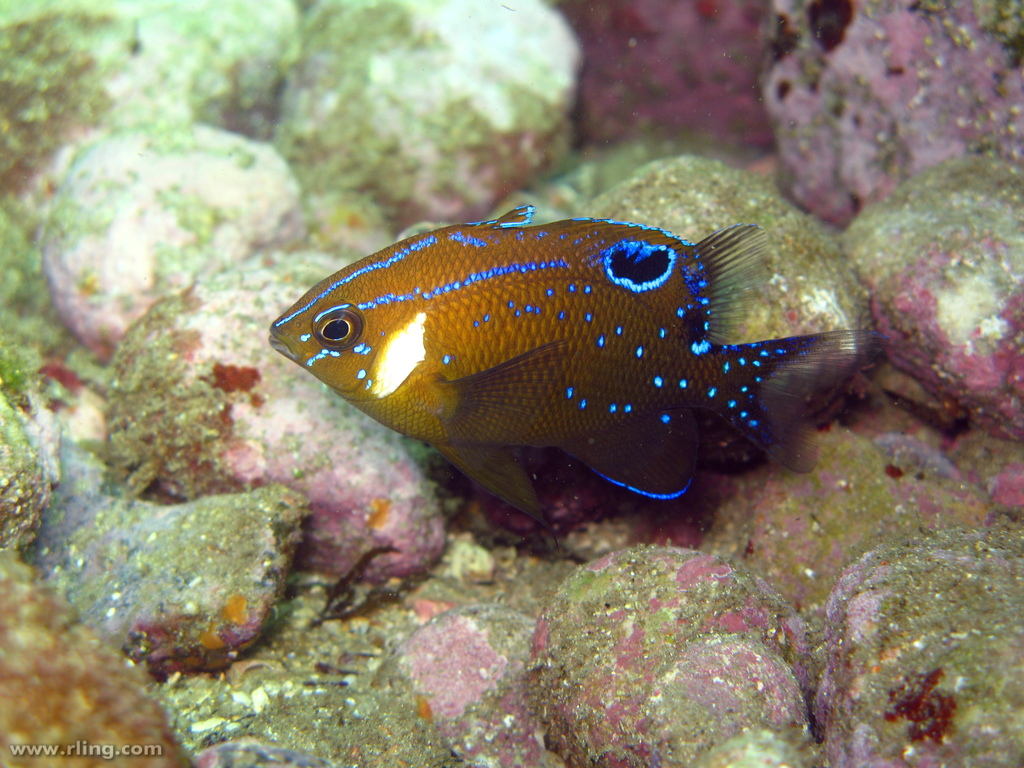
Parma microlepis

Parma és un gènere de peixos de la família dels pomacèntrids i de l'ordre dels perciformes.

## Taxonomia
- Parma alboscapularis (Allen & Hoese, 1975)
- Parma bicolor (Allen & Larson, 1979)
- Parma kermadecensis (Allen, 1987)
- Parma mccullochi (Whitley, 1929)
- Parma microlepis (Günther, 1862)
- Parma occidentalis (Allen & Hoese, 1975)
- Parma oligolepis (Whitley, 1929)
- Parma polylepis (Günther, 1862)
- Parma unifasciata (Steindachner, 1867)
- Parma victoriae (Günther, 1863)[1][2][3][4][5][6][7]